# Вэньчуань
Вэньчуа́нь (кит. упр. 汶川, пиньинь Wènchuān) — уезд Нгава-Тибетско-Цянского автономного округа провинции Сычуань (КНР). Правление уезда размещается в посёлке Вэйчжоу.

## Название
Уезд назван в честь реки Миньцзян. В древности иероглифы «Минь» (岷) и «Вэнь» (汶) читались одинаково, кроме того они путались в скорописном начертании, поэтому название реки вместо правильного 岷江 часто записывали как 汶江.

## История
В 111 году до н. э. здесь был образован уезд Мяньсы (绵虒县). При империи Западная Хань он был переименован в Вэньчуань. Впоследствии уезд ещё несколько раз менял название с Вэньчуань на Мяньсы и наоборот.
В 1950 году был создан Специальный район Маосянь (茂县专区), и уезд вошёл в его состав. В 1953 году Специальный район Маосянь был преобразован в Тибетский автономный район провинции Сычуань (四川省藏族自治区). В 1955 году была расформирована провинция Сикан, а её территория была присоединена к провинции Сычуань; так как в провинции Сикан также имелся Тибетский автономный район, то Тибетский автономный район провинции Сычуань был преобразован в Нгава-Тибетский автономный округ (阿坝藏族自治州). В 1958 году уезды Вэньчуань, Маосянь и часть уезда Лисянь были объединены в Маовэнь-Цянский автономный уезд (茂汶羌族自治县), но в 1963 году уезд Вэньчуань был воссоздан. В 1987 году Нгава-Тибетский автономный округ был переименован в Нгава-Тибетско-Цянский автономный округ.
12 мая 2008 года уезд оказался в эпицентре разрушительного землетрясения, в результате которого погибло около 70 тыс. человек.

## Административное деление
Уезд делится на 8 посёлков и 4 волости.

## Транспорт
- Годао 317

## Достопримечательности
В уезде Вэньчуань находится национальный природный заповедник Волун, в котором живут 150 особей больших панд.